# Ромбон
Ромбон або Великий Верх (словен. Rombon або Veliki vrh) — гора висотою 2208 м в Юлійських Альпах на північ від міста Бовця і в однойменній общині у регіоні Горишка Словенії.

## Географія

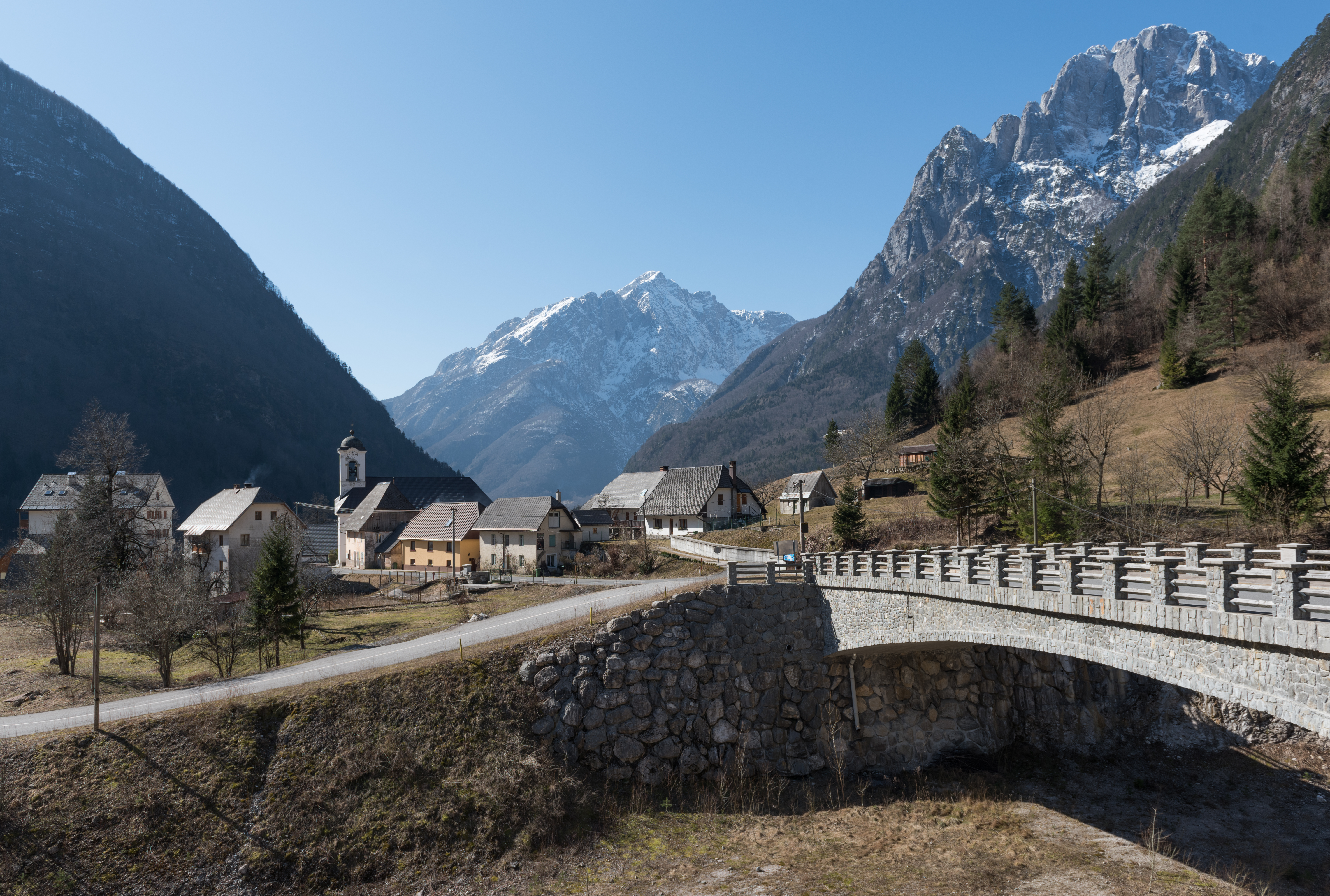
Поселення Лог-под-Мангартом і гора Ромбон (на задньому плані)

Ромбон є скелястим піком, в гірському масиві Канін, який на північній стороні різко падає в долину струмка Можниця, а з півдня до неї веде легкий шлях від містечка Бовець. Вершина з'єднана з центральним ланцюгом Канін гірською грядою Рібежнов. Шлях з Бовця веде повз гору Чукля (1766 м) — скелястої вершини, відомої своїми битвами в Першу світову війну. З вершини Ромбон відкривається прекрасний вид на долину річки Соча та групу гір Канінсько і Мангартско, Бавшки Грінтавець (2347 м) та Крн (2244 м).
Абсолютна висота вершини 2208 метри над рівнем морям. Відносна висота — 297 м, за іншими даними — 311 м. Найнижче ключове сідло вершини, по якому вимірюється її відносна висота, має висоту 1911 м над рівнем моря і розташоване за 1,6 км на захід-північний захід (46°22′18″ пн. ш. 13°32′3″ сх. д. / 46.37167° пн. ш. 13.53417° сх. д.). Топографічна ізоляція вершини відносно найближчої вищої батьківської гори Велика Чрнельська (словен. Velika Črnelska špica), яка розташована на заході-північному заході, на кордоні з Італією, становить — 3 км.

## Історія

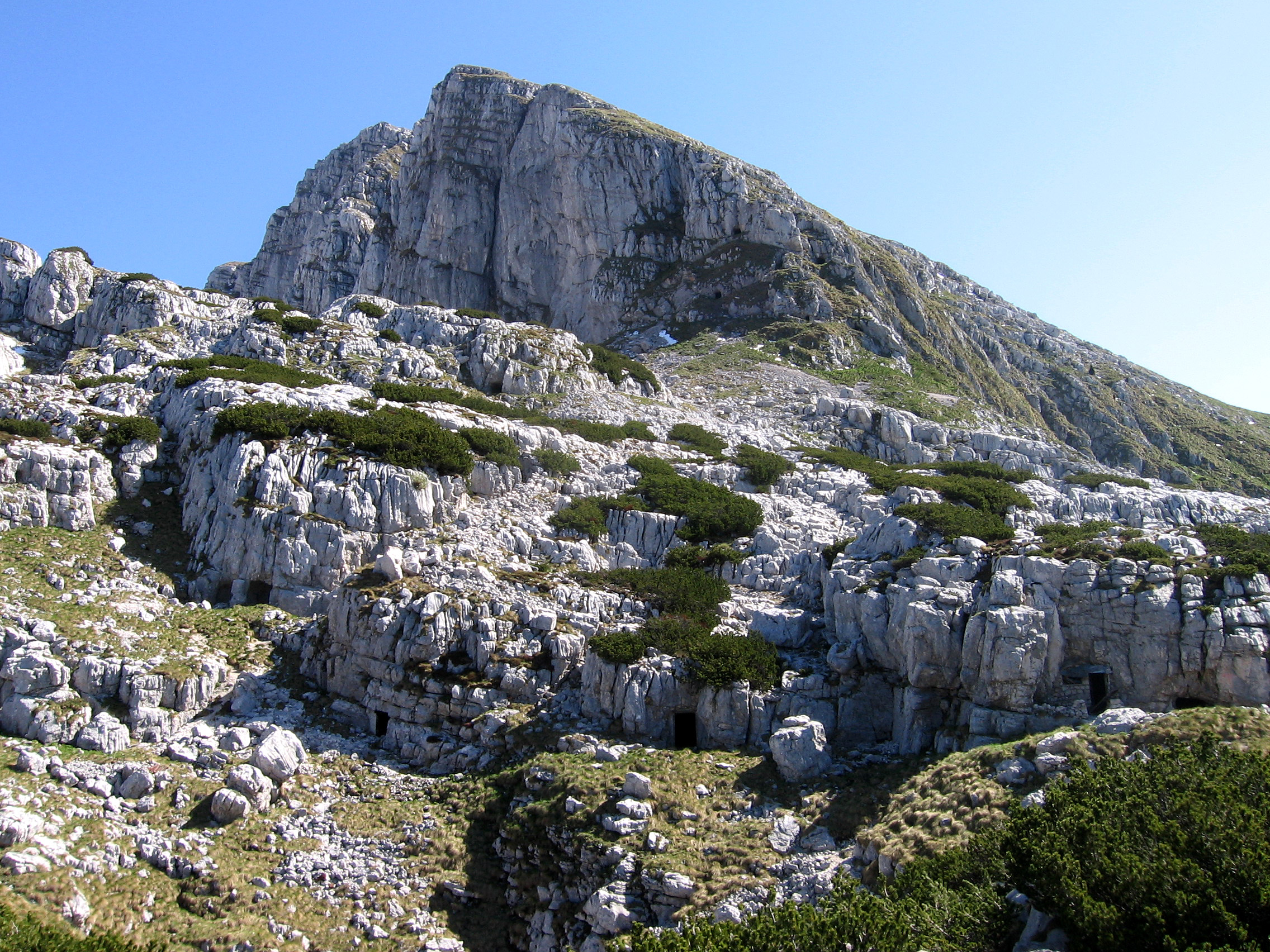
Ромбон, вид з Чуклі

Ромбон відомий як місце кровопролитних битв у Першій світовій війні. Масивні гори Ромбон були австрійською скельною «фортецею» та місцем постійних італійських нападів, оскільки вершина Ромбон була чудовою точкою огляду для всієї долини річки Соча. Першу атаку італійці здійснили 15 серпня 1915 року зі сторони Бовця та Плужни через полонину Горічиця. Вершина Чукля була захоплена 10 травня 1916 року, через що нападники створили хороші висхідні позиції для подальших нападів на Ромбон. Атаки на Ромбон відбувалися і у другій половині 1916 і до жовтня 1917 року, аж до 12-ї битви при Ізонцо, коли під тиском австро-німецької армії італійцям довелося відступати на всьому фронті аж до річки П'яве.

## Доступ до вершини
- З Бовця через полонину Горічиця (1330 м) і повз Чукля — 5 годин;
- З Клужа через полонину За Робом (1312 м) — 5 годин;
- Від верхньої станції D канатної дороги на схили Канін — 5-6 годин.